# Musée Maria Skłodowska-Curie (Varsovie)
Le musée Maria Skłodowska-Curie (en polonais Muzeum Marii Skłodowskiej-Curie) est un musée située rue Freta dans le quartier de Nowe Miasto, arrondissement de Śródmieście, à Varsovie. 

## Sources
- (pl) Cet article est partiellement ou en totalité issu de l’article de Wikipédia en polonais intitulé « Muzeum Marii Skłodowskiej-Curie w Warszawie » (voir la liste des auteurs).

- (en) Cet article est partiellement ou en totalité issu de l’article de Wikipédia en anglais intitulé « Maria Skłodowska-Curie Museum » (voir la liste des auteurs).